# Никитинская (Выйское сельское поселение)
Никитинская — деревня в Верхнетоемском муниципальном округе Архангельской области России.

## География
Находится в восточной части области, в подзоне средней тайги, в пределах северной окраины Восточно-Европейской равнины, на расстоянии приблизительно 115 км на северо-восток по прямой от административного центра округа села Верхняя Тойма на правом берегу реки Выя.

## История
В 1859 году здесь (деревня Сольвычегодского уезда Вологодской губернии) было учтено 11 дворов. До 2021 года входила в состав Выйского сельского поселения до его упразднения.

## Население
| 2002 | 2010 |
| ---- | ---- |
| 14   | ↘3   |

### Историческая численность населения
Численность населения: 82 человека (1859 год), 13 (русские 100 %) в 2002 году, 3 в 2010.

## Достопримечательности
Кирилло-Афанасьевская деревянная церковь на бывшем Ильинском погосте (в частично разрушенном состоянии). Погост был известен с XV века.

## Инфраструктура
Личное подсобное хозяйство с зоной сельскохозяйственного использования, индивидуальная застройка усадебного типа.

## Транспорт
Деревня доступна автотранспортом по региональной автодороге 11К-093. 